# Dali (Cipro)
Dali (Δάλι in greco) è un comune di Cipro nel distretto di Nicosia di 10.466 abitanti (dati 2011).
È situato a sud-est della capitale Nicosia, nei pressi dell'antica città di Idalio
A Dali si trova la cattedrale di Panagia Evangelistria, sede della metropolia di Trimitonte della Chiesa ortodossa di Cipro.